# Tadeusz Strzałkowski
Tadeusz Strzałkowski (ur. 6 marca 1924 w Susku, woj. wołyńskie, zm. 13 maja 2006) – polski działacz partyjny, poseł na Sejm PRL I kadencji (1952–1956), ambasador PRL na Kubie (1964–1970). 

## Życiorys

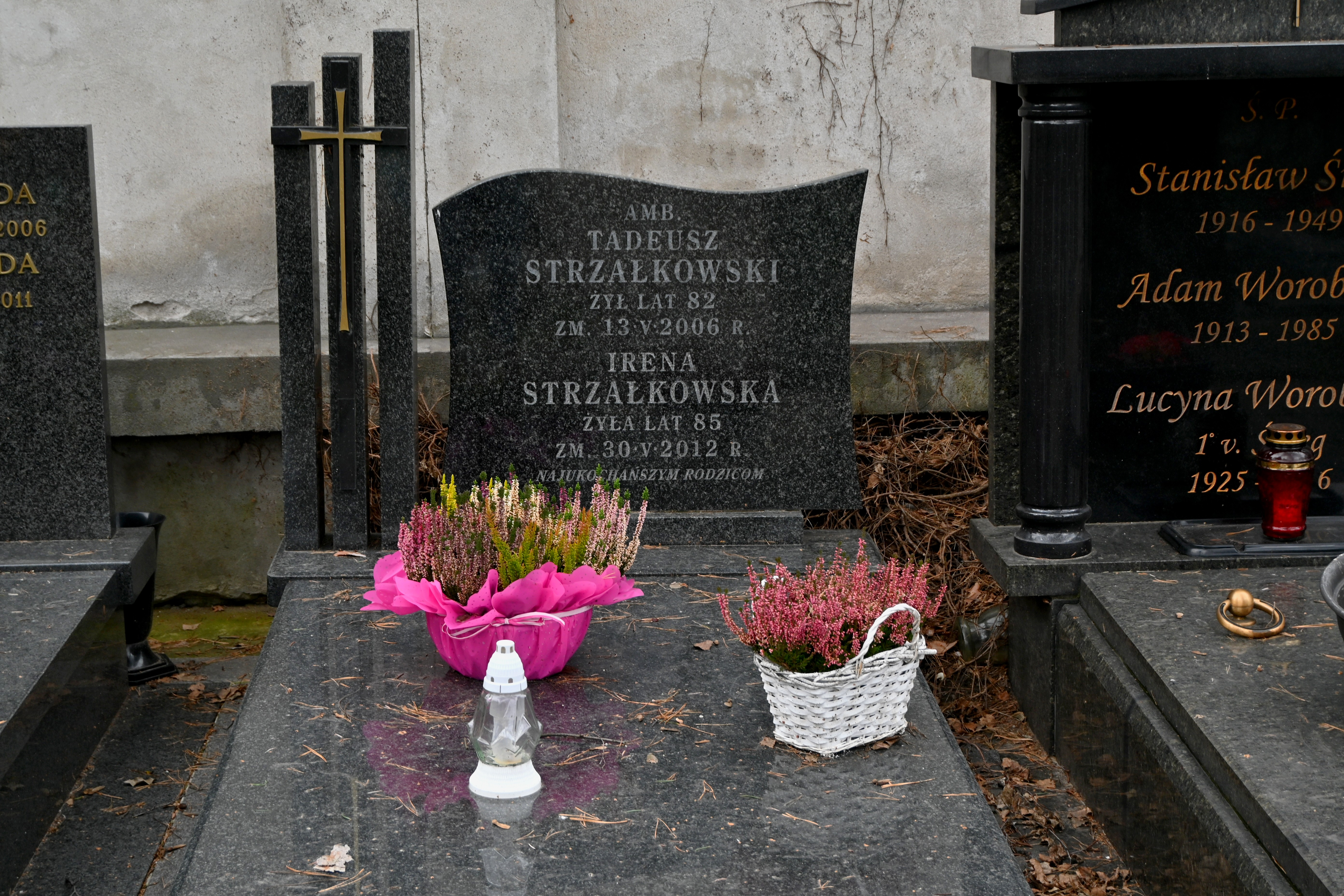
Grób Tadeusza Starzłkowskiego na Cmentarzu ewangelicko-reformowanym w Warszawie

Urodził się 6 marca 1924 w Susku, w rodzinie robotników leśnych Władysława i Marii. Od dzieciństwa pracował zarobkowo. Po przyłączeniu Podlasia do Białoruskiej SRR w 1939 podjął naukę w szkole, gdzie działał w Komsomole. Po wybuchu wojny niemiecko-sowieckiej próbował uciec przed wojskami niemieckimi, jednak został schwytany i wywieziony na roboty przymusowe (do 1945). Po powrocie do kraju aktywny w komunistycznych ruchach młodzieżowych oraz PPR, był delegatem na jej I Zjazd w 1945. W 1949 rozpoczął kształcenie w szkole partyjnej przy KC PZPR. Dwa lata później mianowano go sekretarzem Zarządu Głównego Związku Młodzieży Polskiej. W 1952 wszedł w skład Sejmu I kadencji PRL jako reprezentant okręgu Ełk. W okresie od 15 października 1953 do stycznia 1957 był zastępcą kierownika Wydziału Zagranicznego KC PZPR.
Pochowany na cmentarzu ewangelicko-reformowanym w Warszawie (sektor K1-2-43).

## Odznaczenia
- Honorowa odznaka Zrzeszenia Studentów Polskich (1962)[3]